# Chonnae
Chonnae (Hán Việt: Xuyên Nội là một huyện thuộc tỉnh Kangwon tại Cộng hòa Dân chủ Nhân dân Triều Tiên. Khu vực huyện nguyên là một phần của Munchon, song đã được tách ra thành một huyện riêng biệt từ năm 1952.
Chonnae giáp với biển Nhật Bản ở phía đông. Phần lớn diện tích là đồi núi, song ở khu vực ven biển đông bắc có địa hình bằng phẳng. Dòng nước chính trên địa bàn là sông Chontan. 70% diện tích của huyện là đất rừng.
Ở phía đông bắc huyện, ngành kinh tế chính là nông nghiệp. Các loại ngũ cốc chính là lúa gạo, ngô và đậu tương; nuôi tằm và trồng cây ăn quả cũng phát triển. Ngành khai khoáng địa phương chủ yếu là khai thác đá vôi và than antraxit.
Năm 2008, dân số toàn huyện Chonnae là 85.123 người (39.602 nam và 45 521 nữ), trong đó, dân cư đô thị có 57.908 người (68%) và dân số nông thôn là 27.215 (32%).